# Бей, Миклош
Ми́клош Бей (Бели; венг. Bély Miklós; 9 августа 1913, Будапешт — 27 сентября 1970, Дьёр) — венгерский шахматист; международный мастер (1956). Врач.
Наибольших успехов добился в 1950-х годах: в чемпионатах Венгрии (1954, 1955) — 3-4-е и 5-е места; в международных турнирах: Смедеревска-Паланка (1956) — 1-2-е, Реджо-нель-Эмилия (1959/1960) — 2-е места. В составе команды Венгрии бронзовый призёр Олимпиады 1956 (Москва): результат 6½ очков из 11 на 1-й запасной доске.